# Иванов, Александр Юрьевич
Иванов Александр Юрьевич (род. 30 июня 1985, Москва) — российский боксёр-любитель, мастер спорта международного класса.

## Карьера
Начинал карьеру под наставничеством заслуженного тренера России Хуснутдинова Нагима Хайрутдиновича. В данный момент тренируется под руководством заслуженного тренера России Э. В. Кравцова. С 2012 года выступает в профессиональной лиге бокса WSB, в среднем весе (до 73 кг).

## Спортивные результаты
- Чемпионат России по боксу 2006 года — 3 место;
- финалист кубка мира в Баку,
- победитель турнира «Белградский победитель» (Белград, Сербия, 22-25 марта 2007 года);
- призёр кубка мира 2008 года;
- «Турнир сильнейших боксеров России» — 2 место;
- Чемпионат России по боксу 2009 года — 3 место;
- Чемпионат России по боксу 2012 года — 2 место.